# Stranič
Stranič je priimek več znanih Slovencev:
- Lane Stranič (*1944), baletna plesalka in koreografinja, prejemnica nagrade Prešernovega sklada